# Banaur
Banaur là một thành phố và là nơi đặt hội đồng đô thị (municipal council) của quận Patiala thuộc bang Punjab, Ấn Độ.

## Nhân khẩu
Theo điều tra dân số năm 2001 của Ấn Độ, Banaur có dân số 15.005 người. Phái nam chiếm 54% tổng số dân và phái nữ chiếm 46%. Banaur có tỷ lệ 61% biết đọc biết viết, cao hơn tỷ lệ trung bình toàn quốc là 59,5%: tỷ lệ cho phái nam là 67%, và tỷ lệ cho phái nữ là 55%. Tại Banaur, 15% dân số nhỏ hơn 6 tuổi.